# Neoacanthoneura magnipennis
Neoacanthoneura magnipennis är en tvåvingeart som beskrevs av Friedrich Georg Hendel 1914. Neoacanthoneura magnipennis ingår i släktet Neoacanthoneura och familjen fläckflugor.
Artens utbredningsområde är Peru. Inga underarter finns listade i Catalogue of Life.